# Agustín Domínguez Muñoz

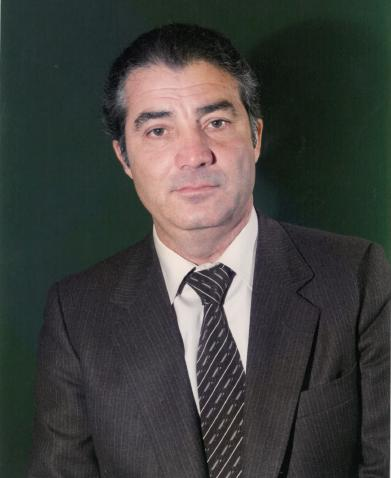
Agustín Domínguez Muñoz

Agustín Domínguez Muñoz (* 26. März 1932; † 8. Oktober 2010) war ein spanischer Fußballfunktionär.

## Werdegang
Domínguez arbeitete seit 1953 in der Klubverwaltung von Real Madrid. 1973 stieg er zum Generalsekretär des Klubs auf, 1978 wechselte er als Generalsekretär zur Real Federación Española de Fútbol. In dieser Position war er bis zur Wahl Ángel María Villars zum Verbandspräsidenten 1988 tätig. Er nahm verschiedene Aufgaben in Gremien der UEFA und der FIFA wahr.
Domínguez gehörte dem Organisationskomitee des in Spanien stattfindenden Weltmeisterschaftsendrundenturniers 1982 an.